# 俄罗斯苏维埃联邦社会主义共和国功勋文化工作者
俄罗斯苏维埃联邦社会主义共和国功勋文化工作者（俄语：Заслуженный работник культуры РСФСР），简称“苏俄功勋文化工作者”，是苏联时期俄罗斯苏维埃加盟国授予文化工作者的一个荣誉称号。

## 历史
“苏俄功勋文化工作者”称号于1964年5月26日设立。授予苏俄国家文化、艺术、教育、图书、出版印刷和广播电视等组织机构的优秀工作者。被提名者多数参与过社会志愿者工作。他们应至少在相应的文化领域工作15年。在获得该荣誉称号的同时，也会得到苏俄最高苏维埃主席团发放的证书和胸章。
1992年，在经历苏联解体后，“俄罗斯苏维埃联邦社会主义共和国”更改国号为“俄罗斯联邦”，该荣誉称号被“俄罗斯联邦功勋文化工作者”所取代。